# Monosulfure de germanium
Le monosulfure de germanium, ou sulfure de germanium(II), est un composé chimique de formule GeS. Il s'agit d'un verre de chalcogénure semi-conducteur se présentant sous la forme d'une poudre brun-rouge ou de cristaux orthorhombiques noirs, soluble dans l'acide chlorhydrique HCl, stable dans l'air sec, qui s'hydrolyse lentement au contact de l'humidité de l'air, mais réagit rapidement dans l'eau en formant d'abord de l'hydroxyde de germanium(II) Ge(OH)2 puis du dioxyde de germanium GeO2. C'est l'un des rares sulfures susceptibles d'être sublimés sous vide sans se décomposer.
On peut obtenir du monosulfure de germanium en faisant réagir du dichlorure de germanium GeCl2, du dioxyde de germanium GeO2 ou du germanium métallique avec du sulfure d'hydrogène H2S :
GeCl2 + H2S → GeS + 2 HCl.
Il tend à réagir avec le chlorure d'hydrogène HCl gazeux à température ambiante :
GeS + 2 HCl ⟶ GeCl2 + H2S